# جفری ساتینوور
 جفری ساتینوور (انگلیسی: Jeffrey Satinover؛ زاده ۴ سپتامبر ۱۹۴۷) یک فیزیک‌دان اهل ایالات متحده آمریکا است.